# 光疹贝
光疹贝（学名：Pustularia lisetae）为宝贝科疹贝属的动物。分布于菲律宾、所罗门群岛、东非近岸莫桑比克和南非以及中国大陆的海南等地，一般于暖水生活。该物种的模式产地在莫桑比克。